# نوفا موديكا
نوفا موديكا بلدية في ولاية ميناس جيرايس في المنطقة الجنوبية الشرقية من البرازيل.